# 821 Fanny
821 Fanny је астероид главног астероидног појаса чија средња удаљеност од Сунца износи 2,778 астрономских јединица (АЈ). 
Апсолутна магнитуда астероида је 11,84 а геометријски албедо 0,020.